# Jaleco
Jaleco，中文譯作「傑力可」，是1974年成立的日本电子游戏发行与开发商，总部位于东京都品川区。
1974年10月3日金澤義秋成立Japan Leisure，1983年3月改名為Jaleco Ltd.，此簡稱緣起自〔JApan LEisure COmpany〕的前兩個英文字母，是1980年代红白机初期任天堂六大第三方开发商之一。2000年11月7日Jaleco被香港電訊盈科收購後易名為PCCW Japan，至2004年1月25日改回原名。2005年出售给Sandringham Fund SPC Limited，Jaleco开始转向不动产业和金融业。2006年转化为纯控股公司，并将电子游戏业务分割给新成立的子公司Jaleco Ltd.，2009年Jaleco控股将Jaleco Ltd.出售给Game Yarou后改名为EMCOM控股。但在2013年5月9日停止上市后没有消息，事实上已停业。
成为Game Yarou的全资子公司后的Jaleco Ltd.则继续以Jaleco名义独立运营。2012年，Game Yarou出現財務危機，2013年春再没有消息，2013年夏碰碰车公司（City Connection Co., Ltd.）取得其游戏的知识产权。2014年5月21日随着Game Yarou破产，Jaleco因此不复存在。